# Municipio de Lake (condado de Pottawattamie)
El municipio de Lake (en inglés: Lake Township) es un municipio ubicado en el condado de Pottawattamie en el estado estadounidense de Iowa. En el año 2010 tenía una población de 1104 habitantes y una densidad poblacional de 40,97 personas por km².

## Geografía
El municipio de Lake se encuentra ubicado en las coordenadas 41°19′22″N 95°52′7″O / 41.32278, -95.86861. Según la Oficina del Censo de los Estados Unidos, el municipio tiene una superficie total de 26.95 km², de la cual 25,99 km² corresponden a tierra firme y (3,56 %) 0,96 km² es agua.

## Demografía
Según el censo de 2010, había 1104 personas residiendo en el municipio de Lake. La densidad de población era de 40,97 hab./km². De los 1104 habitantes, el municipio de Lake estaba compuesto por el 97,46 % blancos, el 0,72 % eran afroamericanos, el 0,18 % eran amerindios, el 0,72 % eran asiáticos, el 0,18 % eran de otras razas y el 0,72 % eran de una mezcla de razas. Del total de la población el 1,9 % eran hispanos o latinos de cualquier raza.